# Коки (Порторико)
Коки (шп. Coquí) град је у америчкој острвској територији Порторико, острвској држави Кариба.

## Демографија
По попису из 2010. године број становника је 3.293, што је 297 (-8,3%) становника мање него 2000. године.
| Група             | 2000.         | 2010.         |
| Белци             | 25 (0,7%)     | 6 (0,2%)      |
| Афроамериканци    | 479 (13,3%)   | 666 (20,2%)   |
| Азијати           | 4 (0,1%)      | 1 (0,0%)      |
| Хиспаноамериканци | 3.559 (99,1%) | 3.283 (99,7%) |
| Укупно            | 3.590         | 3.293         |